# Sitanagaram
Sitanagaram est un bourg du District de Guntur, sur la côte orientale de l'Inde, à 190 km au nord de Guntur. Bâti au bord du fleuve Krishna, à 1 km de Vijayawada, ce site antique est évoqué dans l'épopée du Ramayana, relatif à Treta Yuga. Sitanagram dépend du tehsil de Tadepalle.
À cet endroit, les rives du fleuve Krishna se déploient en une vaste plage sablonneuse. C'est là, dans le temple de Someswara Swamy, que selon la légende, le prince Rāma aurait pleuré l'enlèvement de Sītā (d'où le toponyme) par le démon Ravana.
La ville possède un centre d'études védique, géré par le Jeeyar Educational Trust (JET), à l'initiative de Chinna Jeeyar Swamy, gourou d'une secte vishnouiste.